# Concurso Nacional de Marchinhas Carnavalescas da Fundição Progresso
O Concurso Nacional de Marchinhas Carnavalescas da Fundição Progresso, ou simplesmente Concurso Nacional de Marchinhas Carnavalescas, é o mais tradicional concurso de marchinhas de Carnaval do Brasil.
Este concurso, que é considerado um marco na revitalização do carnaval de rua da cidade do Rio de Janeiro, foi idealizado em 2005 pelo Perfeito Fortuna, agitador cultural, ator e presidente da Fundição Progresso.
Ao vencedor, além de um prêmio em dinheiro, é dado um Troféu com o nome do homenageado em cada edição. Por exemplo, em 2011, o vencedor foi agraciado com o Troféu João de Barro.
As 10 músicas finalistas de cada edição são gravadas em um CD (intitulado "As Melhores Marchinhas do Carnaval de tal ano") que conta com participações de grandes músicos, concorrentes ou contratados para a interpretação das canções finalistas, formando a "Banda Fundição". Desde 2014, o CD é distribuído pelo selo Bolacha Discos. Estas 10 músicas finalistas são apresentadas no programa Fantástico, da Rede Globo, que disponibiliza seu site para a votação popular da marchinha vencedora.

## Lista das Marchinhas Vencedoras
| Edição | Ano  | Homenageado(a)                           | Marchinha Vencedora             | Compositor(es)                                       | Ref.   |
| ------ | ---- | ---------------------------------------- | ------------------------------- | ---------------------------------------------------- | ------ |
| I      | 2006 |                                          | "Milagre do Viagra"             | Homero Ferreira                                      | [ 4 ]  |
| II     | 2007 |                                          | "Pra Carmem"                    | Bete Bissoli                                         | [ 4 ]  |
| III    | 2008 | Lamartine Babo                           | "Volante e Cachaça não Combina" | Mauro Diniz e Cláudio Jorge                          | [ 4 ]  |
| IV     | 2009 | Carmem Miranda                           | "Bendita Baderna"               | Edu Krieger                                          | [ 4 ]  |
| V      | 2010 | João Roberto Kelly                       | "Bom Dia"                       | Renato Torres Lima                                   | [ 4 ]  |
| VI     | 2011 | João de Barro (conhecido como Braguinha) | "Nossa Fantasia"                | Edu Krieger                                          | [ 4 ]  |
| VII    | 2012 | Mário Lago                               | "Papagaio no Arame"             | Fábio Simões                                         | [ 3 ]  |
| VIII   | 2013 | Haroldo Lobo                             | "Vovô Ampulheteiro"             | André Mesquita, Alberto Silva, Bozo e Moreira Junior | [ 3 ]  |
| IX     | 2014 | Marlene                                  | "Cadê a Viga"                   | Rita e Cássio Tucunduva                              | [ 10 ] |
| X      | 2015 | 450 Anos da Cidade do Rio de Janeiro     | "Adoro Celulite"                | Jota Michiles e Gustavo Krause                       | [ 1 ]  |
| XI     | 2016 | Noel Rosa                                | "Cai Cai do Jedi"               | Pedro Ivo e Daniel Pereira                           | [ 1 ]  |

## Banda Fundição
A Banda Fundição, que grava as músicas, é composta pelos seguintes músicos:
- Marcelo Bernardes - maestro
- Alfredo Del Penho - coro
- Clarice Magalhães - coro
- Lali Maia - coro
- Mariana Bernardes - coro
- Matias Correa - coro
- Pedro Paulo Malta - coro;
- Altair Martins - trompete
- Jefferson Victorio - trompete
- Fernando Jovem - trombone
- Joana Queiroz - sax tenor
- Domingos Teixeira - violão
- Rodrigo Villa - contra-baixo
- Cassius Theperson - bateria
- Ignez Perdigão - cavaquinho
- Thiago da Serrinha - surdo